# Лемуи, Камель
Камель Лемуи (10 июля 1939, Батна — 3 января 2022, Кретей) — алжирский футболист, универсал, игрок сборной, после завершения карьеры был тренером, спортивным менеджером. Он получил прозвище «золотая голова» благодаря хорошей игре головой.

## Карьера игрока

### Молодёжная карьера
Камель Лемуи начал свою футбольную карьеру на позиции вратаря в молодёжной команде «Батна». Он сыграл свой первый матч против «Боне». В 1954 году, в возрасте 15 лет, он прошёл отбор во французский клуб «Расинг Париж», где играл в юниорском составе. Он играл на двух позициях вратаря и нападающего, в возрасте 18 лет он присоединился к первой команде.

### Клубная карьера
В июле 1957 года, после трёх лет в системе клуба, Камель Лемуи попал в первую команду под руководством Огюста Жордана, но так и не сыграл ни одного матча. По итогам сезона «Расинг» финишировал девятым. В следующем сезоне под руководством Пьера Пибаро клуб лидировал в чемпионате 1958/59 сезона, но из-за падения результатов в концовке команда опустилась на третье место, на семь очков отстав от «Ниццы».
В составе нового клуба «Безье» он играл со своими соотечественниками: Рашидом Амаром, Буджемаа Бурталем и Садеком Бухалфа. Французская газета того времени написала вышла с заголовком: «Лемуи: вратарь, который забивает больше голов, чем пропускает». Он продолжал играть в клубе до конца сезона 1961/62. Однако его карьера была омрачена привлечением к ответственности — Камель Лемуи отказался нести военную службу во французской армии.
После обретения Алжиром независимости он вернулся в страну и провёл один сезон (1962/63) в клубе «Бискра». В следующем году он временно приостановил свою карьеру, чтобы пройти обучение, организованное Министерством молодёжи и спорта Алжира в Бен-Акнуне, обучение завершилось годовой стажировкой во Франции. Целью этого тренинга было обучение современным методам управления национальными сборными, лигами, федерациями и тренировочными центрами. Курс читал Анри Герен. Сразу после этого он начал преподавать спортивную подготовку в средних школах Алжира.
В возрасте 25 лет, в сезоне 1964/65, он присоединился к «МК Алжир», где стал основным центральным нападающим и получил своё прозвище «золотая голова». Он провёл в этом клубе два успешных сезона. В начале сезона 1966/67 он подписал контракт с клубом «Белуиздад» в качестве играющего тренера, работал в клубе в течение двух сезонов.
После 1968 года Камель Лемуи работал в «Олимпик Медеа» и «ЖС Эль Биар», в обоих случаях в качестве играющего тренера. Завершил свою игровую карьеру в конце 1972 года.

### Карьера в сборной
Камель Лемуи впервые был вызван в сборную Алжира в сезоне 1962/63 в возрасте 23 лет. Тренер Кадер Фироуд поставил его на позицию левого нападающего на товарищеский матч против Болгарии, Алжир выиграл со счётом 3:1.
Его продолжали вызывать в сборную до 28 лет, 16 января 1968 года он сыграл свой последний матч за команду — против Эфиопии в Аддис-Абебе. Он сыграл семь официальных матчей.

## Карьера тренера
Лемуи дебютировал в качестве играющего тренера. После окончания карьеры игрока он тренировал клуб «МК Алжир» в сезоне 1977/78, который он закончил, завоевав титул чемпиона Алжира. Затем он вернулся в «Белуиздад».
Позже он тренировал молодежную сборную Алжира. В 1979 году он выиграл с командой Международный юношеский турнир в Рубе (Франция). Эта команда несколько лет спустя стала основой для сборной на чемпионате мира 1982 года.
Затем в сезоне 1985/86 он вернулся в «МК Алжир».
В октябре 1988 года он был назначен тренером сборной Алжира. Лемуи провёл на посту 17 матчей (7 побед, 7 ничьих и 4 поражения), поражения были только в товарищеских матчах. Он был уволен в финальном раунде квалификации к чемпионату мира 1990 года после того, как его команда не смогла выиграть у Египта в первом матче (ничья).
Затем он впервые получил опыт работы за пределами Алжира. Он присоединился к клубу «Аль-Иттихад Триполи», которым руководил два сезона, оба раза клуб становился чемпионом Ливии.
Затем в 1993 году Камель Лемуи присоединился к эмиратскому клубу «Шарджа». Он закончил сезон победой в чемпионате, этот результат позволил ему получить титул лучшего тренера страны в сезоне.

## Смерть
Он умер 3 января 2022 года в возрасте 82 лет в Париже от осложнений, связанных с COVID-19. Похоронен на кладбище в Валантоне (Валь-де-Марн).